# Végtelenség-torony
A Cayan Tower vagy Infinity Tower felhőkarcoló az Egyesült Arab Emírségekben, Dubaj városban. Az épület 73 szintes és 330 méter magas lett, lakások vannak benne. Átadásakor a világ legmagasabb olyan tornya volt, amely szintenként 1,2, teljes magasságában összesen 90 fokot csavarodik.

## Építése
Az építkezések 2006-ban kezdődtek.  
2007. február 7-én az alapzat készítése közben áttörték az építkezést a Dubai Marina vizétől elválasztó falat. Ez az esemény jelentős csúszást okozott az építkezésben, amely  2011-ben fejeződött be.

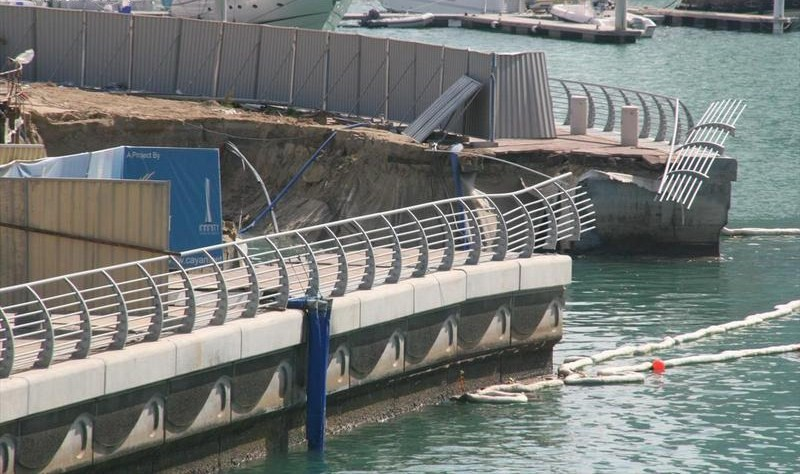
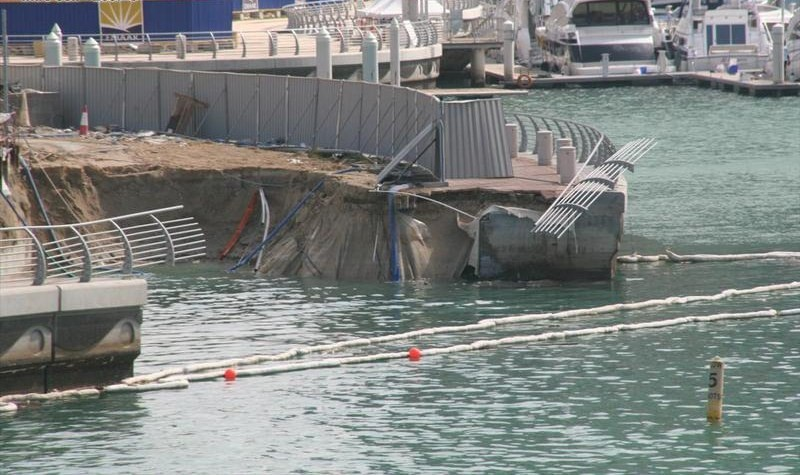